# Netinho de Paula

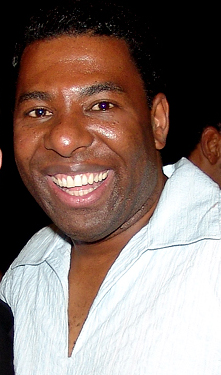
Netinho de Paula

Netinho de Paula, eigentlich José de Paula Neto, (* 11. Juli 1970 in São Paulo) ist ein brasilianischer Sänger, TV-Moderator, Schauspieler und PCdoB-Politiker.

## Leben
Netinho de Paula wurde 1970 in Santo Amaro/São Paulo geboren und wuchs in einer Cohab-Sozialbauwohnung und in ärmlichen Verhältnissen in Carapicuíba an der Peripherie von São Paulo auf. Seine Mutter starb, als er 11 Jahre alt war, mit sieben Jahren verdiente sich Netinho de Paula seinen Lebensunterhalt als Straßenverkäufer. 1986 im Alter von 15 Jahren trat er in die Band Negritude Júnior als Sänger ein. Zu deren größten Erfolgen zählten „Cohab City“ und „Tanajura“. 1998 vertrat er die TV-Moderatorin Xuxa in ihrer Sendung Planeta Xuxa während ihres Mutterschaftsurlaubs. 2001 begann Netinho de Paula eine Solokarriere und wurde gleichzeitig bis 2007 als Moderator bei Rede Record tätig. Zu einem großen Erfolg wurde die Show Domingo da Gente. Netinho de Paula setzte sich für die Situation der Armen und gegen die Diskriminierung der überwiegend farbigen Bevölkerung in den Favelas und sozialen Wohnbauprojekten der Großstadt ein.
Von 2005 bis 2007 gab es die TV da Gente mit Netinho de Paula, welche nur in Nordost-Brasilien ausgestrahlt wurde. Aufgrund seiner großen Popularität wurde Netinho de Paula 2008 mit 84.406 Stimmen als Stadtverordneter der Kommunistischen Partei Brasiliens (PCdoB) in São Paulo gewählt. Für 2010 wurden ihm große Chancen ausgerechnet, in den brasilianischen Senat einzuziehen. Aloysio Nunes von der PSDB erreichte mehr Stimmen und wurde zum Abgeordneten von São Paulo im Senat.
2008 kehrte er zum Fernsehen zurück und moderierte bis zum März 2010 die Show da Gente des Senders SBT, unter anderem mit dem erfolgreichen Format Um Dia de Princesa. Netinho de Paula engagierte sich in sozialen Projekten wie dem Casa da Gente in Carapicuíba. Er verhalf 400 Kindern und Jugendlichen zu einer Schulausbildung, Musikunterricht und Berufsbildung.

## Privates
Im Februar 2005 wurde Netinho de Paula angeklagt, seine Frau Sandra Mendes de Figueiredo geschlagen zu haben. Nach dem Prozess wurde ihm richterlich verboten, in das Haus seiner Frau zurückzukehren. Am 20. November 2005 beging Netinho de Paula eine erneute Tätlichkeit gegen den TV-Komödianten Rodrigo Scarpa de Castro während der Veranstaltung „Troféu Raça Negra 2005“. Anlass soll ein Wortspiel gewesen sein. Netinho de Paula wurde dazu verurteilt, ein Schmerzensgeld an Rodrigo Scarpa zu zahlen.

## Diskografie
- In Concerto: Ao Vivo
- Coração Aberto (2002)
- Sou Eu (2002)
- Paixão Ardente: o Melhor de Netinho (2003)
- Netinho de Paula: Ao Vivo (2003)
- O Melhor de Netinho de Paula: Ao Vivo (2005)